# Blitzröhren (Battenberg)
Die Blitzröhren bei der Ortsgemeinde Battenberg im zur Region Pfalz gehörenden Leiningerland (Rheinland-Pfalz) sind unter der Listennummer ND-7332-480 als Naturdenkmal eingestuft. Den Namen erhielten sie, weil ihre Entstehung anfänglich auf den Einschlag von Blitzen zurückgeführt wurde. Wissenschaftliche Untersuchungen haben diese Annahme jedoch widerlegt, so dass die geologische Rarität heute als mineralogische Erscheinung gilt, die auf Versinterung und Erosion zurückgeht.

## Geographie

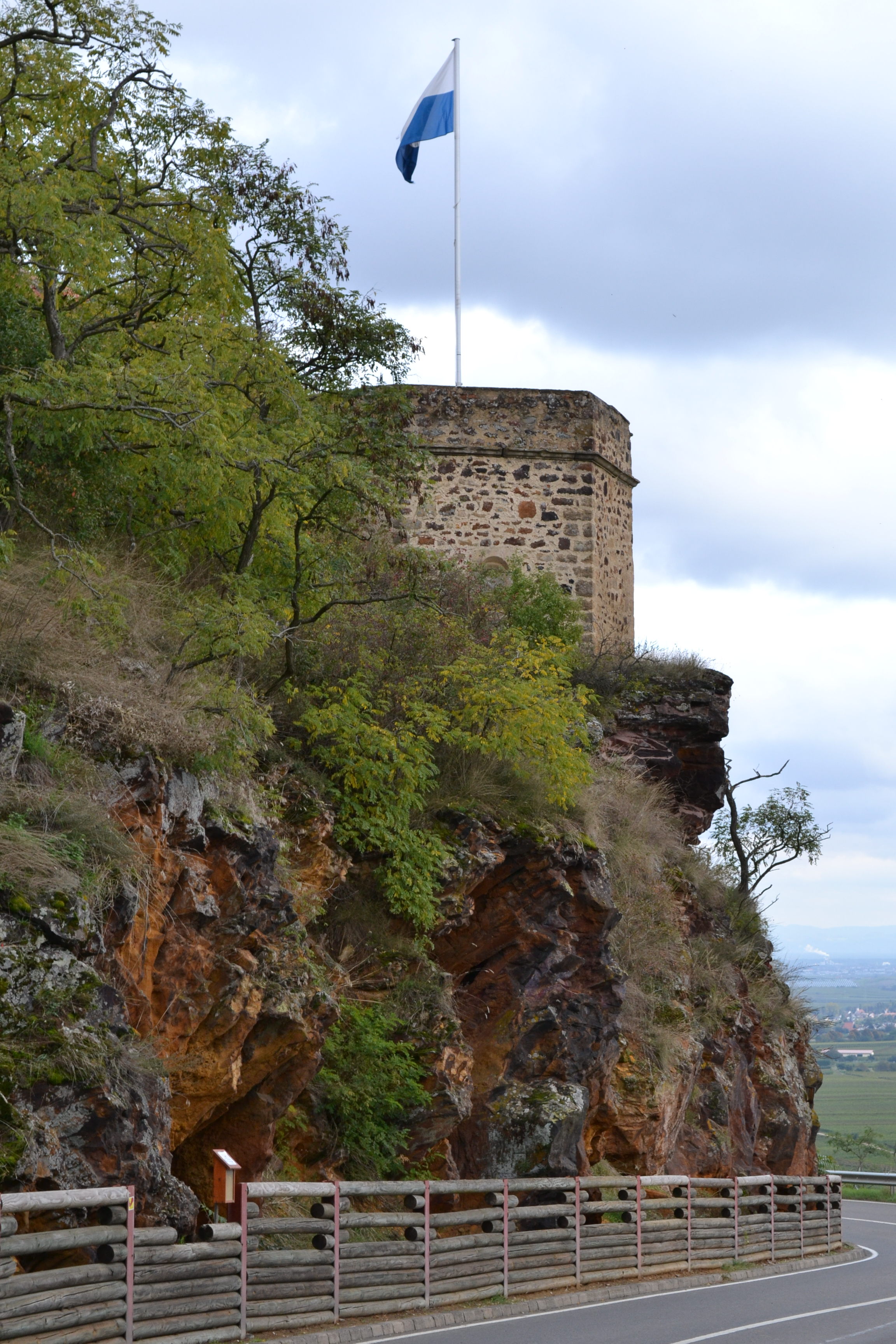
Lage unterhalb der Burg

Die Sandsteinwand mit den Blitzröhren liegt an der westlichen Schulter des Oberrheingrabens unterhalb der Burgruine Battenberg am Südhang des Burgbergs auf einer Höhe von etwa 280 m ü. NHN.
Die in verschiedenen Ockertönen erscheinende Sandsteinwand ist etwa 25 m breit und bis zwei Stockwerke hoch.
Unmittelbar neben dem Naturdenkmal verläuft als Zufahrt zum Dorf in Serpentinen nach oben die Kreisstraße 30, die am Ostfuß des Burgbergs von der Landesstraße 517 (Bobenheim–Kleinkarlbach) abzweigt.
Am Osthang des Burgbergs schließt sich das Naturschutzgebiet Haardtrand – Im Baumgarten an.

## Geologie

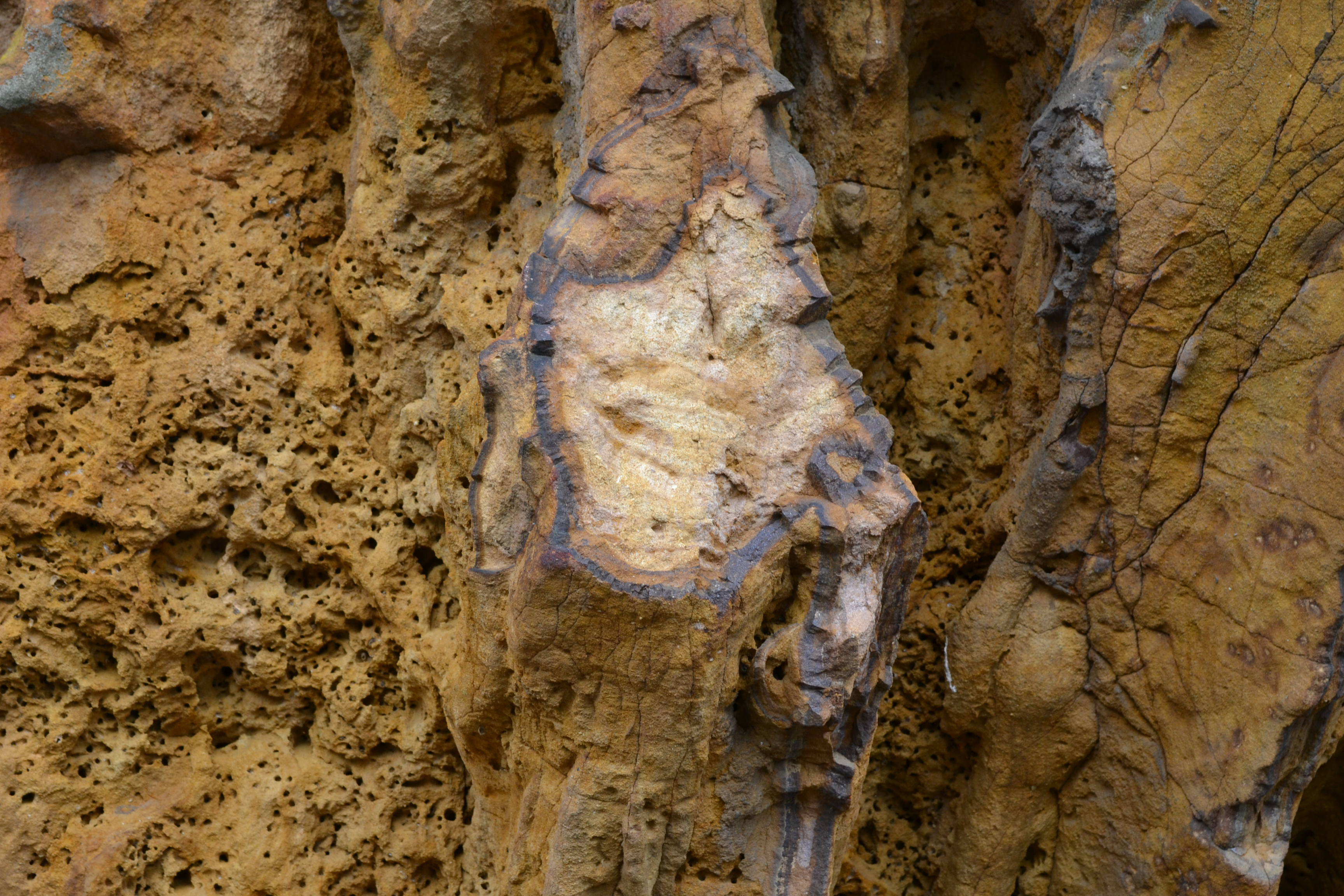
Detail

Während des Tertiärs lagerten sich vor ungefähr 32 Millionen Jahren im Bereich des heutigen Oberrheins Sedimente ab, die sich anschließend verfestigten. Als sich beim Einbruch des Oberrheingrabens der ehemalige Meeresboden an den Grabenschultern allmählich hob, wurde der Sandstein von Battenberg durch Erosion nach Süden hin freigelegt. Er ist von röhrenförmigen Eisenschwarten durchzogen, deren Inneres mit losem rotem bis braunem Sand verfüllt ist.
Entgegen den früheren Vermutungen handelt es sich nicht um durch Blitzeinwirkung erzeugte Schmelzspuren, die Fulgurite genannt werden, sondern um Ausfällung und Sinterbildung von kieselsauren Eisenlösungen, die auf den Sand erst längere Zeit nach dessen Ablagerung einwirkten. Eine Gesteinsprobe ist im Pfalzmuseum für Naturkunde in der nahen Kreisstadt Bad Dürkheim ausgestellt. Die Beschriftung der Vitrine erläutert die Entstehung:

„Wasser, das eisenhaltige Stoffe gelöst hatte, durchdrang die Sandschichten. Das mitgeführte Eisen wurde schalig (konzentrisch) ausgeschieden und verwandelte im Bereich der Ablagerung den losen Sand in einen festen Sandstein, der bis zu 30 Prozent Eisen enthalten kann.“

Die Blitzröhren wurden kurz nach dem Zweiten Weltkrieg als Naturdenkmal ausgewiesen.

## Biologie
Das lockere Material in der nach Süden ausgerichteten Steilwand bietet ein Biotop für zahlreiche Arten von wärmeliebenden Insekten, so z. B. für solitäre Wildbienen und Grabwespen; an waagerechten, sandigen Stellen errichten Ameisenlöwen, die Larven von Ameisenjungfern, ihre trichterförmigen Fallgruben. Auf Felskanten wachsen einige Horste des Haar-Pfriemengrases. Im benachbarten Naturschutzgebiet Haardtrand – Im Baumgarten, das in den 1990er Jahren festgelegt wurde, gelten die dort vorkommenden Zaunammern und Schlingnattern als Leitarten.